# وستپورت شمالی (ماساچوست)
وستپورت شمالی (به انگلیسی: North Westport) یک منطقهٔ مسکونی در ایالات متحده آمریکا است که در شهرستان بریستول، ماساچوست واقع شده‌است. وستپورت شمالی ۱۵٫۹ کیلومتر مربع مساحت و ۴٬۵۷۱ نفر جمعیت دارد و ۴۲ متر بالاتر از سطح دریا واقع شده‌است.